# Alastor possibilis
Alastor possibilis är en stekelart som beskrevs av Giordani Soika 1934. Alastor possibilis ingår i släktet Alastor och familjen Eumenidae. Inga underarter finns listade i Catalogue of Life.